# Чандалаш
Чандалаш (кирг. Чандалаш) — село в Чаткальском районе Джалал-Абадской области Кыргызстана. Входит в состав Чаткальского айылного аймака.

## География
Село расположено в западной части области, на правом берегу реки Чандалаш, на расстоянии приблизительно 20 километров (по прямой) к юго-западу от села Каныш-Кыя, административного центра района.

## История
Населённый пункт получил статус села 15 марта 2021 года.

## Население
Согласно оценочным данным Национального статистического комитета Кыргызской Республики, численность населения села на начало 2023 года составляла 426 человек.